# Államok vezetőinek listája 403-ban
Ezen az oldalon az i. sz. 403-ban fennálló államok vezetőinek névsora olvasható földrészek, majd országok szerinti bontásban.

## Európa
- Nyugatrómai Birodalom
  - Császár: Honorius (395–423)
  - Consul: Flavius Rumoridus

- Keletrómai Birodalom
  - Császár: Arcadius (395–408)
  - Consul: II. Theodosius társcsászár

- Vizigótok
  - Király: I. Alarik (395–410)

## Ázsia
- Armenia
  - Király: Vramsepuh (389-416)

- Ibériai Királyság
  - Király: I. Tiridatész (394–406)

- India
  - Anuradhapura
    - Király: I. Upatissza (370–412)

  - Gupta Birodalom
    - Király: II. Csandragupta (375–415)

  - Kadamba
    - Király: Bhagiratha (380–410)

  - Pallava
    - Király: III. Szkandavarman (400–438)

  - Vákátaka
    - Régens: Prabhávatígupta (390–410)

- Japán
  - Császár: Ricsú (400–405)

- Kína (Csin-dinasztia)/Tizenhat királyság
  - Császár: Csin An-ti (396–418)
  - Kései Csin: Jao Hszing (394-416)
  - Kései Jen: Murong Hszi (401–407)
  - Déli Jen: Murong Tö (398–405)
  - Kései Liang: Lü Lung (401–403)
  - Északi Liang: Csucsu Menghszün (401–433)
  - Déli Liang: Tufa Zsutan (402–414)
  - Nyugati Liang: Li Kao (400–417)
  - Északi Vej: Toupa Kuj (386–409)

- Korea
  - Pekcse
    - Király: Asin (392–405)

  - Kogurjo
    - Király: Kvanggetho (391–413)

  - Silla
    - Király: Silszong (402–417)

  - Kumgvan Kaja
    - Király: Isiphum (346–407)

- Szászánida Birodalom
  - Nagykirály: I. Jazdagird (399–421)

## Afrika
- Akszúmi Királyság
  - Akszúmi uralkodók listája

## Amerika
- Palenque
  - Király: K'uk Balam' (397–435)

- Tikal
  - Király: I. Yax Nuun Ayiin (378–410)

## Egyházfő
- Pápa: I. Innocentius (401–417)

## Fordítás
- Ez a szócikk részben vagy egészben  a   Liste der Staatsoberhäupter 403 című német Wikipédia-szócikk ezen változatának fordításán alapul.  Az eredeti cikk szerkesztőit annak laptörténete sorolja fel. Ez a jelzés csupán a megfogalmazás eredetét és a szerzői jogokat jelzi, nem szolgál a cikkben szereplő információk forrásmegjelöléseként.